# مايكل كورلاند
مايكل كورلاند (بالإنجليزية: Michael Kurland)‏ (1 مارس 1938، نيويورك في الولايات المتحدة)؛ كاتب، مؤلف وروائي أمريكي.